# Кульова стрільба
Кульова стрільба — один з підвидів стрілецького спорту.
У цьому виді спорту стрільба проводиться з пневматичних (4,5 мм), дрібнокаліберних (5,6 мм) і великокаліберних (7,62 мм для гвинтівок і 7,62-9,65 мм для пістолетів) гвинтівок і пістолетів. Підрозділяється на стрільбу з пістолета, гвинтівки, стрільбу з гвинтівки по рухомій мішені. Кульова стрільба є олімпійським видом спорту. В олімпійську програму зі стрільби з гвинтівки входять 5 вправ. З них дві жіночих — ГП-4 (AR60W), МГ-5 (R3x40), дві чоловічих — ГП-6 (AR60), МГ-9 (FR3x40) і одна — для змішаних пар (ГП-ПЗ). У програмі зі стрільби з пістолета також розігрується 5 комплектів медалей. З них дві жіночих — ПП-2 (AP60W), МП-5 (SP), дві чоловічих — ПП-3 (AP60), МП-8 (RFP) і одна — для змішаних пар (ПП-ПЗ).

## Олімпійські дисципліни[3]

### ГП-4 (AR60W)— Жінки, змішані пари
Стрільба з пневматичної гвинтівки на дистанцію 10 метрів (ISSF 10 meter air rifle), 40 пострілів стоячи, час — 75 хвилин. Перед виконанням залікових пострілів дозволено необмежене число пробних.

### МГ-5 (R3x40)— Жінки
Стрільба з малокаліберної гвинтівки на дистанцію 50 метрів (ISSF 50 meter rifle three positions). Положення — лежачи, стоячи, з коліна, 3x20 пострілів.

### ПП-2 (AP60W)— Жінки, змішані пари
Стрільба з пневматичного пістолета на дистанцію 10 метрів (ISSF 10 meter air pistol), 40 пострілів.

### МП-5 (SP)— Жінки
Стрільба зі стандартного (спортивного) малокаліберного пістолета на дистанцію 25 метрів (ISSF 25 meter pistol), вправа поділена на дві частини: 30 пострілів по нерухомій мішені та 30 пострілів по мішені, що з'являється. Стрільба ведеться серіями по 5 пострілів в одну мішень. У першій частині кожна серія виконується за 6 хвилин, у другій — мішень з'являється 5 разів на 3 секунди з паузами в 7 секунд.

### ГП-6 (AR60)— Чоловіки, змішані пари
Стрільба з пневматичної гвинтівки на дистанцію 10 метрів (ISSF 10 meter air rifle), 60 пострілів стоячи. Час — 105 хвилин. Перед виконанням залікових пострілів дозволено необмежене число пробних.

### МГ-9 (FR3x40)— Чоловіки
Стрільба з довільної пневматичної гвинтівки на дистанцію 50 метрів (ISSF 50 meter rifle three positions). Стрільба ведеться в послідовності: 20 пострілів лежачи, 20 — стоячи, 20 — з коліна. Загальний час на стрільбу з трьох положень — 150 хвилин. У кожному положенні перед виконанням залікових пострілів дозволено необмежене число пробних.

### ПП-3 (AP60)— Чоловіки, змішані пари
Стрільба з пневматичного пістолета на дистанцію 10 метрів (ISSF 10 meter air pistol), 60 пострілів. Час — 105 хвилин. Перед початком виконання залікових пострілів дозволено необмежене число пробних.

### МП-8 (RFP)— Чоловіки
Стрільба зі швидкострільного малокаліберного пістолета на дистанцію 25 метрів (ISSF 25 meter rapid fire pistol): 5 мішеней, що з'являються одночасно, 60 пострілів. Стрільба ведеться серіями по 5 пострілів — по одному пострілу в кожну з п'яти мішеней. Вправа поділена на дві частини, кожна з яких складається з двох серій по 8 секунд, двох — по 6 секунд і двох — по 4 секунди. Перед початком залікової стрільби в кожній частині вправи виконується пробна серія за 8 секунд.

## Історія кульової стрільби[4]
Стрілецький спорт — один з найдавніших прикладних видів спорту. Він бере початок від змагань у стрільбі з лука та арбалета. З появою в середині XIV століття вогнепальної зброї почалися змагання зі стрільби з гладкоствольних рушниць, а створення нарізної зброї зумовило розвиток кульової стрільби. Змагання у стрільбі з гвинтівки і пістолета включили в програму перших Олімпійських ігор в 1896 році, з 1897 року проводяться чемпіонати світу з кульової стрільби. Одним з ініціаторів включення змагань з кульової стрільби в програму Олімпійських ігор був П'єр де Кубертен, який сам був семиразовим чемпіоном Франції зі стрільби з пістолета.
В Україні стрілецький спорт почав набирати популярність на початку 1920-х років: відразу після літніх VII Олімпійських ігор в Антверпені визначилося кілька спортсменів, які впевнено зайняли місця в збірній СРСР і України, серед можна виділити киянина Миколу Тітова, котрий вже в 1935 році поліпшив два світових рекорди. До числа найсильніших українських стрільців-спортсменів того часу відносяться такі відомі майстри як Георгій Онісімов та Микола Писаренко. 
Історія олімпійського стрілецького руху в Україні розпочалася в 1952 році, коли українські стрільці у складі збірної команди Радянського Союзу вперше взяли участь у XV Олімпійських Іграх в Гельсінкі.
1950-ті роки подарували українських стрільців, як Григорій Купко, Василь Онищенко, Віталій Романенко, Володимир Крішневський, Микола Калініченко, Дмитро Бобрун, які в 1954 році завоювали звання чемпіонів світу, а так само тринадцятикратного чемпіона світу з Кіровограда Мойсея Іткіса.